# Maurice Favières
Pour les articles homonymes, voir Favières.
Maurice Favières, né Maurice Favier le 14 octobre 1922 à Fontaines-sur-Saône (Rhône) et mort le 11 avril 2016 à Sucy-en-Brie (Val-de-Marne), est un animateur de radio et de télévision français.
Il est surtout connu pour avoir été l'un des présentateurs du jeu culturel Les Jeux de 20 heures sur FR3 de 1976 à 1981.

## Biographie

### Carrière

#### Radio
Maurice Favières commence sa carrière  à la radio, notamment sur Radio-Luxembourg (devenu RTL en 1966) qu'il quitte en 1987.
Il anime la tranche d'informations du matin (5h30 - 9h) en alternance avec Jean-Pierre Imbach. Le programme se compose  de jeux (par exemple retrouver un billet de banque mis en circulation la veille) et de publicités (réclames). Comme dans les radios locales américaines, il fera du radio-guidage et la surveillance des embouteillages à partir d'un avion (Rallye Commodore de la Sotravia). Il anime aussi en non-stop les journées de grands départs en vacances. En 1987 il part sur Fréquence Nord (aujourd'hui France Bleu Nord).

#### Télévision
En mars 1976, Jacques Solness crée Les Jeux de 20 heures, un jeu de culture générale diffusé sur FR3, et présente les deux premières émissions. Maurice Favières en devient le présentateur au troisième numéro. La liaison des candidats entre Paris et la province est assurée par Jean-Pierre Descombes et le jeu est arbitré par Maître Capello. De 1979 à 1981, il est l'un des présentateurs de l'émission Les petits papiers de Noël qui remplace les Jeux de 20 heures pendant la période des fêtes de fin d'année. En 1981, Maurice Favières cède sa place à Jean-Pierre Foucault à la présentation des Jeux de 20 heures.

### Mort
Il meurt à l'âge de 93 ans le 11 avril 2016 à Sucy-en-Brie (Val-de-Marne), ville où il est inhumé.

## Filmographie
- 1948 : Trois Garçons, une fille de Maurice Labro : Bernard
- 1950 : Ils ont vingt ans de René Delacroix

## Référence
1. ↑  Florian Guadalupe, « Décès de Maurice Favières, animateur historique de RTL » sur PureMédias, 12 avril 2016
2. ↑  Cimetières de France et d'ailleurs